# 高山友照
高山友照（日语：／ Takayama Tomoteru，1520年代—1595年），通稱圖書、飛驒守，日本戰國及安土桃山時代武將，亦是切支丹大名。
友照身為武士既勇猛亦有教養，也受到領地人民敬慕，亦以誠實的性格為人所知。

## 生平
起初攝津國島下郡高山村為三好氏屬地，攝津國瀧山城主松永久秀出兵大和國，在永祿三年（1560年）攻佔宇陀郡澤城，並下令友照出任城主。
永祿六年（1563年），耶穌會宣教師Gasper Vilela來到堺，佛教僧人當時要求松永久秀將之驅逐，久秀為了驅逐耶穌會，以清原枝賢向耶穌會辯論。深知佛道的友照和結城忠正被命為審查役，反而被修道士洛倫索了齋感動，高山一家和忠正正式受洗為基督徒。

### 城主活動
永祿十一年（1568年），織田信長被足利義昭奉命上京，將芥川山城的三好長逸擊退，這時候高山父子開始所屬和田惟政，之後惟政移居高槻城後，友照才開始在芥川山城擔任城代。惟政在白井河原和池田氏交戰戰死後，其子惟長才襲位城主。然而惟長試圖暗殺高山父子事洩，父子倆在元龜四年（1573年）放逐惟長而獲得高槻城領地，友照因此入主，自此友照致力於天主教宣傳及保護，領內的基督徒逐日增加。
之後將以前的神社自費改造為教會，並矗立十字架，自身與其他三人擔任組頭進行招待和儀式。高槻城在兩父子的經營下，天正九年（1581年）時約有2萬5千位居民當中約有1萬8千人是信徒。另一方面，高山父子為了傳教，領內的神社佛閣被破壞，神官和僧侶受到迫害。

### 荒木村重背叛
天正六年（1578年），上司荒木村重反叛織田信長，高山父子雖然勸止過村重，然而友照之後主張將女兒（重友之妹）和孫子（重友之子）交給村重作為人質，這時候重友在信長帶著傳教士以禁教及屠殺基督徒威脅下投降，與堅持抗戰的友照造成父子對立。
荒木方戰敗後人質均平安無事，而友照在重友的求情下免過死刑，並改為流放至柴田勝家的領地越前國作為客將，同時被支援生活費過著比較自由的蟄居生活。
友照在信長死於本能寺之變後旅居各地，並上京熱心從事基督教工作渡過晚年。